# Discografia de Aespa
A discografia de Aespa, um girl group sul-coreano, consiste em um álbum de estúdio, quatro extended plays, quinze singles, dois singles promocionais e cinco trilhas sonoras.
O grupo estreou no dia 17 de novembro de 2020, com o single "Black Mamba". Seu primeiro single de retorno "Next Level" foi lançado em maio de 2021 com grande sucesso comercial, alcançando a segunda posição na Circle Digital Chart e K-pop Hot 100. Em outubro de 2021, elas lançaram seu primeiro extended play (EP) Savage junto com seu single principal de mesmo nome. O EP vendeu 787.600 cópias e foi o lançamento físico de estreia mais vendido de um grupo da SM Entertainment na época. O single principal "Savage" também se tornou o segundo hit de Aespa entre os cinco primeiros na Coreia do Sul e sua primeira entrada no top 40 no Billboard Global 200.
Em julho de 2022, elas lançaram seu segundo EP Girls, que vendeu 1.844.376 cópias e estreou em terceiro lugar na parada Billboard 200. Elas retornaram em maio de 2023 com seu terceiro EP My World, que ganhou 1,8 milhão de pré-encomendas e vendeu 1.372.929 milhões de cópias em seu primeiro dia, tornando-se o maior número de vendas no primeiro dia de um girl group de K-pop.

## Álbuns de estúdio
| Título     | Detalhes                                                                                             | Melhores posições nas paradas | Vendas |
| Título     | Detalhes                                                                                             | COR                           | Vendas |
| ---------- | --- | ----------------------------- | ------ |
| Armageddon | - Lançamento: 27 de maio de 2024 - Gravadora: SM, Warner - Formatos: CD, Download digital, streaming | ASA                           | ASA    |

## Extended plays
| Título                                                                                   | Detalhes                                                                                                 | Melhores posições nas paradas | Melhores posições nas paradas | Melhores posições nas paradas | Melhores posições nas paradas | Melhores posições nas paradas | Melhores posições nas paradas | Melhores posições nas paradas | Melhores posições nas paradas | Melhores posições nas paradas | Melhores posições nas paradas | Vendas                                            | Certificações  |
| Título                                                                                   | Detalhes                                                                                                 | COR                           | AUS                           | BEL (FL)                      | FRA                           | HUN                           | JAP                           | JAP Hot                       | POL                           | EUA                           | EUA World                     | Vendas                                            | Certificações  |
| ---------------------------------------------------------------------------------------- | --- | ----------------------------- | ----------------------------- | ----------------------------- | ----------------------------- | ----------------------------- | ----------------------------- | ----------------------------- | ----------------------------- | ----------------------------- | ----------------------------- | ------------------------------------------------- | -------------- |
| Savage                                                                                   | - Lançamento: 5 de outubro de 2021 - Gravadora: SM - Formatos: CD, download digital, streaming           | 1                             | —                             | 193                           | —                             | —                             | 7                             | 18                            | —                             | 20                            | 1                             | - : 791,913 - : 28,368 (fís.) - : 17,500          | - : 3× Platina |
| Girls                                                                                    | - Lançamento: 8 de julho de 2022 - Gravadora: SM, Warner - Formatos: CD, download digital, streaming     | 1                             | 55                            | 89                            | 79                            | 4                             | 3                             | 2                             | 40                            | 3                             | 1                             | - : 1,847,776 - : 66,623 - : 71,000               | - : Milhão     |
| My World                                                                                 | - Lançamento: 8 de maio de 2023 - Gravadora: SM, Warner - Formatos: CD, download digital, streaming, SMC | 1                             | 67                            | —                             | 26                            | 30                            | 3                             | 3                             | 13                            | 9                             | 1                             | - : 2,100,000 - : 2,144,573 - : 53,442 - : 39,000 | - : 2x Milhão  |
| Drama                                                                                    | - Lançamento: 10 de novembro de 2023 - Gravadora: SM, Warner - Formatos: CD, download digital, streaming | 3                             | —                             | —                             | 30                            | 19                            | 5                             | 5                             | 28                            | 33                            | 2                             | - : 1,500,000 - : 1,303,919 - : 28,973            | - : Milhão     |
| Whiplash                                                                                 | - Lançamento: 21 de outubro de 2024 (previsto) - Gravadora: SM                                           |                               |                               |                               |                               |                               |                               |                               |                               |                               |                               |                                                   |                |
| "—" indica lançamentos que não figuraram nas paradas ou não foram lançados nessa região. | |                               |                               |                               |                               |                               |                               |                               |                               |                               |                               |                                                   |                |

## Singles
| Título                                                                                      | Ano     | Melhores posições nas paradas | Melhores posições nas paradas | Melhores posições nas paradas | Melhores posições nas paradas | Melhores posições nas paradas | Melhores posições nas paradas | Melhores posições nas paradas | Melhores posições nas paradas | Melhores posições nas paradas | Melhores posições nas paradas | Certificações                    | Álbum                             |
| Título                                                                                      | Ano     | Circle                        | COR Songs.                    | JAP Cmb.                      | JAP Hot                       | MAL                           | NZ Hot                        | SGP                           | VIE                           | EUA World                     | WW                            | Certificações                    | Álbum                             |
| Coreano                                                                                     | Coreano | Coreano                       | Coreano                       | Coreano                       | Coreano                       | Coreano                       | Coreano                       | Coreano                       | Coreano                       | Coreano                       | Coreano                       | Coreano                          | Coreano                           |
| ------------------------------------------------------------------------------------------- | ------- | ----------------------------- | ----------------------------- | ----------------------------- | ----------------------------- | ----------------------------- | ----------------------------- | ----------------------------- | ----------------------------- | ----------------------------- | ----------------------------- | -------------------------------- | --------------------------------- |
| "Black Mamba"                                                                               | 2020    | 49                            | 21                            | —                             | —                             | 14                            | 37                            | 13                            | —                             | 5                             | 138                           | - : Ouro (st.)                   | Adicionado à nenhum álbum         |
| "Forever" (약속)                                                                            | 2021    | —                             | —                             | —                             | —                             | —                             | —                             | —                             | —                             | 11                            | —                             | —                                | Adicionado à nenhum álbum         |
| "Next Level"                                                                                | 2021    | 2                             | 2                             | —                             | 77                            | —                             | —                             | 23                            | —                             | 3                             | 65                            | - : Platina (st.) - : Ouro (st.) | Adicionado à nenhum álbum         |
| "Savage"                                                                                    | 2021    | 2                             | 2                             | —                             | 60                            | 14                            | —                             | 14                            | —                             | 13                            | 39                            | - : Ouro (st.)                   | Savage                            |
| "Dreams Come True"                                                                          | 2021    | 8                             | 5                             | —                             | —                             | —                             | —                             | —                             | 47                            | 7                             | 197                           | —                                | 2021 Winter SM Town: SMCU Express |
| "Girls"                                                                                     | 2022    | 8                             | 1                             | 35                            | 30                            | —                             | 23                            | 13                            | 8                             | 6                             | 42                            | —                                | Girls                             |
| "Beautiful Christmas" (com Red Velvet)                                                      | 2022    | 113                           | —                             | —                             | —                             | —                             | —                             | —                             | —                             | —                             | —                             | —                                | 2022 Winter SM Town: SMCU Palace  |
| "Welcome to My World" (part. de Naevis)                                                     | 2023    | 64                            | —                             | —                             | —                             | —                             | —                             | —                             | 63                            | —                             | —                             | —                                | My World                          |
| "Spicy"                                                                                     | 2023    | 2                             | 2                             | —                             | 64                            | —                             | 34                            | 22                            | 27                            | 6                             | 70                            | —                                | My World                          |
| "Drama"                                                                                     | 2023    | 2                             | —                             | 36                            | 34                            | 4                             | 15                            | 7                             | 13                            | 8                             | 38                            | —                                | Drama                             |
| "Regret of the Times"                                                                       | 2024    | 120                           | —                             | —                             | —                             | —                             | —                             | —                             | —                             | —                             | —                             | —                                | Adicionado à nenhum álbum         |
| "Supernova"                                                                                 | 2024    | 1                             | 1                             | 24                            | 25                            | —                             | 12                            | 6                             | —                             | 5                             | 17                            | —                                | Armageddon                        |
| "Armageddon"                                                                                | 2024    | —                             | 10                            | —                             | —                             | —                             | 24                            | —                             | —                             | —                             | 55                            | —                                | Armageddon                        |
| Inglês                                                                                      |         |                               |                               |                               |                               |                               |                               |                               |                               |                               |                               |                                  |                                   |
| "Life's Too Short" (versão em inglês)                                                       | 2022    | 47                            | 11                            | —                             | 94                            | —                             | —                             | —                             | 27                            | —                             | 184                           | —                                | Girls                             |
| "Better Things"                                                                             | 2023    | 50                            | —                             | —                             | —                             | —                             | 24                            | —                             | —                             | —                             | 175                           | —                                | Adicionado à nenhum álbum         |
| "—" denota lançamentos que não entraram nas tabelas ou não foram lançados nesse território. |         |                               |                               |                               |                               |                               |                               |                               |                               |                               |                               |                                  |                                   |

### Singlespromocionais
| "Illusion" (도깨비불)                                                                       | 2022 | 14  | 4 | — | 39 | — | Girls                     |
| "Jingle Bell Rock"                                                                          | 2023 | 142 | — | — | —  | — | Adicionado à nenhum álbum |
| "—" denota lançamentos que não entraram nas tabelas ou não foram lançados nesse território. |      |     |   |   |    |   |                           |

## Aparições em trilha sonora
| "Hold On Tight"                                                                             | 2023 | — | 32 | — | 30 | Tetris OST                                    |
| "We Go"                                                                                     | 2023 | — | —  | — | —  | Pokémon 2023 OST                              |
| "Zoom Zoom"                                                                                 | 2023 | — | —  | — | —  | Beyblade X OST                                |
| "Get Goin'"                                                                                 | 2024 | — | —  | — | —  | Fraggle Rock: Back to the Rock – Season 2 OST |
| "Die Trying" (com Tokimonsta)                                                               | 2024 | — | —  | — | —  | Rebel Moon: Songs of the Rebellion OST        |
| "—" denota lançamentos que não entraram nas tabelas ou não foram lançados nesse território. |      |   |    |   |    |                                               |

## Outras canções nas paradas
| "Next Level" (Habstrakt Remix)"                                                             | 2021 | —   | —  | —  | iScreaM Vol. 10 : Next Level Remixes |
| "Aenergy"                                                                                   | 2021 | 117 | 82 | —  | Savage                               |
| "I'll Make You Cry"                                                                         | 2021 | 154 | —  | —  | Savage                               |
| "Yeppi Yeppi"                                                                               | 2021 | 115 | —  | —  | Savage                               |
| "Iconic"                                                                                    | 2021 | 152 | —  | —  | Savage                               |
| "Lucid Dream" (자각몽)                                                                      | 2021 | 141 | —  | —  | Savage                               |
| "Lingo"                                                                                     | 2022 | —   | —  | —  | Girls                                |
| "Life's Too Short"                                                                          | 2022 | 190 | —  | —  | Girls                                |
| "ICU" (쉬어가도 돼)                                                                         | 2022 | —   | —  | —  | Girls                                |
| "Girls" (Brllnt Remix)                                                                      | 2022 | —   | —  | —  | iScreaM Vol.18 : Girls Remixes       |
| "Salty & Sweet"                                                                             | 2023 | 59  | —  | —  | My World                             |
| "Thirsty"                                                                                   | 2023 | 30  | —  | 75 | My World                             |
| "I'm Unhappy"                                                                               | 2023 | 108 | —  | —  | My World                             |
| "'Til We Meet Again"                                                                        | 2023 | 156 | —  | —  | My World                             |
| "Trick or Trick"                                                                            | 2023 | —   | —  | —  | Drama                                |
| "Don't Blink"                                                                               | 2023 | —   | —  | —  | Drama                                |
| "Hot Air Balloon"                                                                           | 2023 | —   | —  | —  | Drama                                |
| "YOLO"                                                                                      | 2023 | —   | —  | —  | Drama                                |
| "You"                                                                                       | 2023 | —   | —  | —  | Drama                                |
| "—" denota lançamentos que não entraram nas tabelas ou não foram lançados nesse território. |      |     |    |    |                                      |

## Outras aparições
| Título     | Ano  | Outro(s) artista(s)         | Album         |
| ---------- | ---- | --------------------------- | ------------- |
| "Over You" | 2024 | Jacob Collier, Chris Martin | Djesse Vol. 4 |